# Ferenczi & fils
Pour les articles homonymes, voir Ferenczi.
Ferenczi puis J. Ferenczi & fils est une maison d'édition française fondée en 1879 par Joseph Ferenczi (1855-1934), un éditeur français d'origine hongroise. 
Cette maison est l'un des acteurs majeurs du genre « roman populaire » et du roman illustré durant la première moitié du XXe siècle. Elle disparaît en 1966.

## Histoire

### Débuts

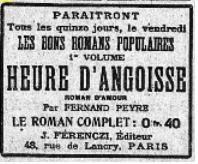
Annonce parue dans Le Matin en décembre 1916.

Le Hongrois Joseph Ferenczi, né à Baja le 26 août 1855 dans une communauté juive, ouvre une maison d'édition en 1879 au 48 rue de Lancry à Paris. Son gérant est mentionné comme s'appelant « G. Niquet ». En 1894, il apparaît comme gérant d'une maison d'édition spécialisée dans la « vulgarisation de romans populaires », avec des auteurs comme Victor Hugo ; il est toujours établi à Paris, à la même adresse. En 1903, il reprend le magazine illustré Sans-Gêne à l'éditeur Samuel-Sigismond Schwarz, et le suspend en 1906, avant de le reprendre en 1919, sous la direction de Maxime Ferenczi. Le titre est revendu à la fin des années 1930 aux futurs éditeurs du magazine La Gerbe.
Après quelques publications grivoises qui lui valurent des procès, Ferenczi réoriente sa politique éditoriale à partir de 1908. À l'instar d'éditeurs comme les Éditions Rouff, les frères Offenstadt, Arthème Fayard ou les Éditions Tallandier, la maison se lance alors dans la production de fascicules de 32 pages marqués au prix de 10 centimes et portant une couverture en couleurs assez clinquante. Le public visé est large ; c'est le marché du « livre à 2 sous » qui, inventé au milieu du XIXe siècle, connaît une nouvelle croissance dans les années 1900. 
En 1912, il lance la collection « Le Petit Livre » : plus de 2 000 titres sortirent des presses, jusqu'en 1958. Publiés tous les samedis, ce format de livre tient plus du périodique : on y trouve de courts romans, des « novella » dans différents genres (sentimental, aventure, passion, crime, etc.) ; les couvertures sont illustrées par Georges Vallée ou Georges Sogny. Vingt-et-un titres sont écrits par Georges Simenon sous les pseudonymes de Jean Du Perry, Georges Sim, Georges-Martin Georges, Jacques Dersonne ou Jean Dorsage.
Les affaires semblent aller bien pour l'éditeur qui possède sa propre structure d'impression, l'Imprimerie moderne, située à Montrouge, et la Première Guerre mondiale ne met pas un frein à sa production, tournée vers le très grand public.
Durant l'entre-deux-guerres, la maison se spécialise dans de nouveaux formats de collections populaires, quelques-unes illustrées par des artistes, ce qui lui vaut aujourd'hui une belle réputation et l'attention des bibliophiles. 
En 1920, est lancée la collection « Les Œuvres inédites » avec un premier titre signé Marcel Prévost. Chaque mois sort un nouveau livre, en général des nouvelles.
En décembre 1921, Ferenczi lance la collection « Idéal-Cinéma » qui rassemble des romans ayant fait l'objet d'une adaptation à l'écran ; ils sont illustrés avec des photographies tirées des films.

### J. Ferenczi & fils
Le 1er juillet 1922, Ferenczi se constitue en société en nom collectif entre le fondateur Joseph Ferenczi et ses trois fils, Maxime (?-1940), Henri (1894-1964) et Alexandre (1900-1943), sous le nom de J. Ferenczi & fils. Ils s'installent au 9 rue Antoine-Chantin à Paris 14e.
En septembre 1923 est créée la collection « Le Livre moderne illustré » proposant de grands succès littéraires illustrés de gravures originales, ainsi que la revue Demain.
En 1931, Hachette devient le distributeur. 
Nommé chevalier de la Légion d'honneur en 1926, Joseph meurt le 20 juin 1934 à Paris.  Alexandre et Henri, les deux fils de Joseph, reprennent les éditions.

### Spoliation (1940-1944)
Après avoir laissé leur maison à un fondé de pouvoir, Raymond Durand-Auzias (1889-1970) est nommé administrateur provisoire par le tribunal de commerce de la Seine. Alexandre et Henri quittent Paris en juin 1940 et se réfugient en zone libre. Du fait des lois d'exclusion de Vichy, Ferenczi & fils est « aryanisée » en janvier 1941, et la gérance est donnée à Jean de La Hire, auteur de la maison, qui démissionne en décembre : les Allemands Eduard Wintermayer, officier, et Maxim Klieber, éditeur à Berlin, rachètent alors le fonds, le transformant en outil de propagande sous le nom des « Éditions du livre moderne », dont la gérance est confiée à André Bertrand et Jean de La Hire. En décembre 1944, la maison est restituée à son propriétaire légitime, Henri Ferenczi — ses deux frères étant décédés —, qui redémarre l'activité. Jean de La Hire et André Bertrand sont arrêtés et passent en jugement pour faits de collaboration.

### Dernières années
En 1950, Henri Ferenczi reprend seul la gérance des éditions (jusqu'en 1954), publiant des ouvrages en format poche très bon marché, continuant certaines des collections inaugurées avant et pendant la guerre. 
La plupart des collections se maintiennent en l'état après 1945 : « Le Petit Livre » produit régulièrement de nouveaux titres mais aussi des rééditions jusqu'au début des années 1960.
Henri meurt en 1964 et la maison disparaît en 1966.

## Liste des collections parues
Ferenczi, qui comptait à la fin des années 1950 plus de 5 000 titres à son catalogue, publia nombre d'ouvrages appartenant aux différents genres du roman populaire dans les collections suivantes :
- Aventures (science-fiction et fantasy inclus) :
  - Tintin, le petit Parisien (1911- ?)
  - Les Romans d'aventure (1925-?)
  - Le Livre de l'aventure (1929-1931)
  - Voyages et Aventures (1933-1941)
  - Le Petit Roman d'aventures (1936-1939)
  - Mon roman d'aventures (1942-1957)

- Roman policier
  - Le Roman mystère (1921)
  - Le Roman policier (1916-1923 puis 1926-1927)
  - Les Bas-Fonds (1928-1929)
  - Les Dossiers secrets de la police (1930)
  - Dix heures d'angoisse (1932-1933)
  - Police et Mystère (1932-1941 et 1952-1959)
  - Crime et Police (1933-?)
  - Le Petit Roman policier (1936-1941)
  - Mon roman policier (1942-1959)
  - Collection Mystéria (1949-1950) : reprints des séries  Tigris, Fatala de Marcel Allain
  - Le Verrou (1950-1959)
  - Les romans américains (1952-1957)
  - Le Fantôme (1953-1954)
  - Feux rouges (1958-1960)
  - Les Grands Flibustiers (1923)

- Romans sentimentaux :
  - Le Petit Livre (1912-1958 ?)
  - Le Livre épatant (1913-1941)
  - Les Auteurs populaires (1920-1924)
  - Collection populaire (1921-1927)
  - Le Petit Roman (1921-1937)
  - Mon livre favori (1921-1958)
  - Les Grands Romans (1923-1928)
  - Notre cœur (1927 et 1952-1957)
  - Les Romans drôles (1928-?)
  - Les Romans folâtres (1928-?)
  - Le roman d'amour illustré (1932-1942)
  - Mon roman d'amour (1949-1950)

- Romans pour la jeunesse : 
  - Tintin, le petit Parisien (1911-1913 et reprints 1933-1938)
  - Collection Jeunesse (1949-1952)

- Littérature générale : 
  - Le Livre pour tous (1913-?)
  - Les bons romans populaires (1916-?)
  - Les Œuvres inédites (1920-1921)
  - Les auteurs populaires (1920-1923)
  - Le Livre moderne illustré (1923-1954)
  - Collection Colette (1923-?)
  - Demain (1924-1925)
  - Le Beau livre (1932-?)

- Adaptation cinéma : 
  - Idéal-Cinéma, roman adapté au cinéma, réédité avec des photos tirées du film (1921-1922)

- Pratique
  - Le livre de l'horoscope et du destin (1960)

Simenon, Colette qui y dirigea une collection, Marcel Allain, Maurice Limat figurèrent, entre autres célébrités littéraires, aux catalogues. 
Le centre international Stanislas-André Steeman de la Communauté française de Belgique à Chaudfontaine a réalisé un important travail de recensement des très nombreuses collections de cette prolifique maison d'édition.

## Principaux illustrateurs de la maison
- Henri Armengol
- Louis William Graux
- Raymond Houy
- Georges d'Ostoya
- Georges Ripart
- Georges Sogny
- Paul Thiriat
- Georges Vallée (1884-1960)[12]
- Édouard Yrondy